# جلان بيركنز
جلان بيركنز (بالإنجليزية: Glen Perkins)‏ هو لاعب كرة قاعدة أمريكي، ولد في 2 مارس 1983 في ستيلووتر في الولايات المتحدة.

## وصلات خارجية
- جلان بيركنز على موقع دوري كرة القاعدة الرئيسي (الإنجليزية)
- جلان بيركنز على موقعبيزبول رفرنس.كوم (الدوري الرئيسي) (الإنجليزية)
- جلان بيركنز على موقعبيزبول رفرنس.كوم (الدوري الثانوي) (الإنجليزية)
- جلان بيركنز على موقع إي إس بي إن.كوم (أم.أل.بي) (الإنجليزية)
- جلان بيركنز على موقع مشجعي الرسوم البيانية (الإنجليزية)